# Fritz Buehning
Fritz Buehning (* 5. März 1960 in Summit, New Jersey) ist ein ehemaliger US-amerikanischer Tennisspieler.

## Leben
Buehning studierte an der UCLA und wurde in die Bestenauswahl All American berufen. Seinen einzigen Einzeltitel auf der ATP Tour errang er 1980 in Sydney. Zwischen 1980 und 1984 gewann er mit wechselnden Partnern insgesamt zwölf Doppeltitel. Seine höchste Notierung in der Tennisweltrangliste erreichte er 1981 mit Position 21 im Einzel sowie 1983 mit Position 4 im Doppel.
Seine besten Einzelergebnisse bei einem Grand-Slam-Turnier waren Drittrundenteilnahmen bei den Wimbledon Championships und den US Open. In der Doppelkonkurrenz stand er 1983 neben Van Winitsky im Finale der US Open, das Spiel gegen Peter Fleming und John McEnroe ging klar in drei Sätzen verloren. Zudem erreichte er bei den Australian Open und in Wimbledon jeweils das Doppel-Viertelfinale. In der Mixed-Konkurrenz stand er an der Seite von Billie Jean King 1984 im Achtelfinale der US Open.

## Erfolge
| Legende                       |
| Grand Slam                    |
| Tennis Masters Cup            |
| ATP Masters Series            |
| ATP International Series Gold |
| ATP International Series (13) |

| ATP-Titel nach Belag |
| Hartplatz (3)        |
| Sand (2)             |
| Rasen (1)            |
| Teppich (7)          |

### Einzel

#### Turniersiege
| Nr. | Datum             | Turnier | Belag | Finalgegner   | Ergebnis      |
| --- | ----------------- | ------- | ----- | ------------- | ------------- |
| 1.  | 21. Dezember 1980 | Sydney  | Rasen | Brian Teacher | 6:3, 6:7, 7:6 |

#### Finalteilnahmen
| Nr. | Datum             | Turnier      | Belag       | Finalgegner     | Ergebnis           |
| --- | ----------------- | ------------ | ----------- | --------------- | ------------------ |
| 1.  | 30. November 1980 | Johannesburg | Hartplatz   | Kim Warwick     | 2:6, 1:6, 2:6      |
| 2.  | 14. Februar 1982  | Richmond     | Teppich (i) | José Luis Clerc | 6:3, 3:6, 4:6, 3:6 |

### Doppel

#### Turniersiege
| Nr. | Datum              | Turnier          | Belag     | Partner         | Finalgegner                       | Ergebnis      |
| --- | ------------------ | ---------------- | --------- | --------------- | --------------------------------- | ------------- |
| 1.  | 3. Februar 1980    | Richmond         | Teppich   | Johan Kriek     | Brian Gottfried Frew McMillan     | 3:6, 6:3, 7:6 |
| 2.  | 4. Mai 1980        | São Paulo        | Teppich   | Anand Amritraj  | David Carter Chris Lewis          | 7:6, 6:2      |
| 3.  | 26. Oktober 1980   | Melbourne        | Teppich   | Ferdi Taygan    | John Sadri Tim Wilkison           | 6:1, 6:2      |
| 4.  | 22. März 1981      | Rotterdam (1)    | Hartplatz | Ferdi Taygan    | Gene Mayer Sandy Mayer            | 7:6, 1:6, 6:4 |
| 5.  | 2. August 1981     | South Orange (1) | Sand      | Andrew Pattison | Shlomo Glickstein David Schneider | 6:1, 6:4      |
| 6.  | 23. August 1981    | Atlanta          | Hartplatz | Peter Fleming   | Sammy Giammalva Tony Giammalva    | 6:4, 4:6, 6:3 |
| 7.  | 15. August 1982    | La Costa         | Teppich   | Johan Kriek     | Bob Lutz Raúl Ramírez             | 3:6, 7:6, 6:3 |
| 8.  | 26. September 1982 | San Francisco    | Teppich   | Brian Teacher   | Martin Davis Chris Dunk           | 6:7, 6:2, 7:5 |
| 9.  | 24. Oktober 1982   | Amsterdam        | Teppich   | Tomáš Šmíd      | Kevin Curren Buster Mottram       | 4:6, 6:3, 6:0 |
| 10. | 20. März 1983      | Rotterdam (2)    | Hartplatz | Tom Gullikson   | Peter Fleming Pavel Složil        | 7:6, 4:6, 7:6 |
| 11. | 31. Juli 1983      | South Orange (2) | Sand      | Tom Cain        | John Lloyd Dick Stockton          | 6:2, 7:5      |
| 12. | 12. Februar 1984   | Memphis          | Teppich   | Peter Fleming   | Heinz Günthardt Tomáš Šmíd        | 6:3, 6:0      |

#### Finalteilnahmen
| Nr. | Datum              | Turnier          | Belag         | Partner         | Finalgegner                     | Ergebnis                  |
| --- | ------------------ | ---------------- | ------------- | --------------- | ------------------------------- | ------------------------- |
| 1.  | 5. August 1979     | South Orange (1) | Sand          | Bruce Nichols   | Peter Fleming John McEnroe      | 1:6, 3:6                  |
| 2.  | 25. November 1979  | Bologna          | Teppich (i)   | Ferdi Taygan    | Peter Fleming John McEnroe      | 1:6, 1:6                  |
| 3.  | 30. März 1980      | Dayton           | Teppich (i)   | Fred McNair     | Wojciech Fibak Geoff Masters    | 4:6, 4:6                  |
| 4.  | 13. Juli 1980      | Newport          | Rasen         | Peter Rennert   | Andrew Pattison Butch Walts     | 6:7, 4:6                  |
| 5.  | 3. August 1980     | South Orange (2) | Sand          | Van Winitsky    | Bill Maze John McEnroe          | 6:7, 4:6                  |
| 6.  | 29. November 1981  | Johannesburg     | Sand          | Russell Simpson | Terry Moor John Yuill           | 3:6, 7:5, 4:6, 7:6, 10:12 |
| 7.  | 31. März 1982      | Rotterdam (1)    | Teppich (i)   | Kevin Curren    | Mark Edmondson Sherwood Stewart | 5:7, 2:6                  |
| 8.  | 17. Oktober 1982   | Basel            | Hartplatz (i) | Pavel Složil    | Henri Leconte Yannick Noah      | 2:6, 2:6                  |
| 9.  | 13. Februar 1983   | Richmond         | Teppich (i)   | Brian Teacher   | Pavel Složil Tomáš Šmíd         | 2:6, 4:6                  |
| 10. | 27. März 1983      | Mailand          | Teppich (i)   | Peter Fleming   | Pavel Složil Tomáš Šmíd         | 2:6, 7:5, 4:6             |
| 11. | 21. August 1983    | Stowe            | Hartplatz     | Tom Gullikson   | Brad Drewett Kim Warwick        | 6:4, 5:7, 2:6             |
| 12. | 11. September 1983 | US Open          | Hartplatz     | Van Winitsky    | Peter Fleming John McEnroe      | 3:6, 4:6, 2:6             |
| 13. | 4. Februar 1984    | Madrid           | Teppich (i)   | Ferdi Taygan    | Peter Fleming John McEnroe      | 3:6, 3:6                  |
| 14. | 18. März 1984      | Rotterdam (2)    | Teppich (i)   | Ferdi Taygan    | Kevin Curren Wojciech Fibak     | 4:6, 4:6                  |
| 15. | 22. Juli 1984      | Stuttgart        | Sand          | Ferdi Taygan    | Sandy Mayer Andreas Maurer      | 6:7, 4:6                  |